# Anna Sokolow
Anna Sokolow (Hartford, 9 februari 1910 - New York, 29 maart 2000) was een Amerikaans danseres en choreograaf. Ze was in 1947 een van de oprichters van de invloedrijke Actors Studio.
Van 1958 tot 1993 was ze actief als docent method dancing aan de Juilliard School. Aan de Actors Studio gaf ze klassen beweging aan acteurs.

## Repertoire
- Histrionics (1933)
- Speaker (1935)
- Strange American Funeral (1935)
- Inquisition ‘36 (1936)
- Four Little Salon Pieces (1936)
- Case No.-- (1937)
- Excerpts From a War Poem (F.T. Marinetti)  (1937)
- Slaughter of the Innocents (1937)
- “Filibuster” from The Bourbons Got the Blues (1938)
- Dance of All Nations, Lenin Memorial Meeting (1938)
- Sing for Your Supper (1939)
- The Exile (A Dance Poem) (1939)
- Don Lindo de Almería (1940)
- El Renacuajo Paseador (1940)
- Lament for the Death of a Bullfighter (1941)
- Kaddish (1945)
- The Bride (1946)
- Mexican Retablo (1946)
- Lyric Suite (1953)
- Rooms (1955)
- Bullfight (1955)
- Sesion for Six (1958)
- Opus ‘58 (1958)
- Opus Jazz 1958 (1958)
- Opus ‘60 (1960)
- Dreams  (1961)
- Opus ‘62 (1962)
- Opus ‘63 (1963)
- Forms (1964)
- Odes (1964)
- Opus ‘65 (1965)
- Time+ (1966)
- Hair: The American Tribal Love-Rock Musical (1967)
- Los Conversos [The Converts] (1981)

- Bibsys: 90604054
- Bibliothèque nationale de France: cb12523362t (data)
- Gemeinsame Normdatei: 119012006
- International Standard Name Identifier: 0000 0000 6649 8869
- Library of Congress Control Number: n85027459
- Nationale bibliotheek van Australië: 35279724
- Nationale Bibliotheek van Israël: 987007280886705171
- Nederlandse Thesaurus van Auteursnamen: 096987766
- Istituto Centrale per il Catalogo Unico: DDSV206816
- SNAC: w6959hv5
- Système universitaire de documentation: 183661931
- Trove: 895123
- Virtual International Authority File: 71500815
- WorldCat: E39PBJkdpJq93WGt4mhYq7rXh3